# Malin Hallberg
Malin Hallberg, född 4 mars 1976 i Trollhättan, TV-personlighet inom Viasat-koncernen. Hon är programledare för Från koja till slott och Floorfiller på TV3. Hon har tidigare bland annat varit nyhetsuppläsare på ZTV-nytt.